# Justus von Liebig
Justus Liebig (Darmstadt, 12 de maig de 1803 – Múnic, Baviera, 18 d'abril de 1873), va ser un químic alemany que va fer importants contribucions a la química agrícola i biològica i va ser considerat com un dels fundadors de la química orgànica. Des del 1845 és anoblit i pot canviar el seu nom en Justus Freiherr (baró) von Liebig.
Com a professor de la Universitat de Giessen va idear el mètode d'ensenyament orientat al laboratori, i per tals innovacions, és considerat un dels més grans mestres de química de tots els temps. Ha estat descrit com el "pare de la indústria dels fertilitzants" pel seu èmfasi en els principis essencials del nodriment dels vegetals. En estudiar el paper de l'humus en la nutrició de les plantes va descobrir que els vegetals es nodrien de nitrogen, fòsfor i diòxid de carboni. Dels seus descobriments en deriva l'impuls a la fabricació d'adobs químics industrials. La seva formulació de la Llei del mínim descriu l'efecte dels nutrients individuals en els cultius. També van desenvolupar un procés de fabricació d'extractes de carn, i va fundar una empresa, la Liebig Extract of Meat Company, que posteriorment va registrar el cub de brou de carn de boví amb la marca Oxo.

## Biografia

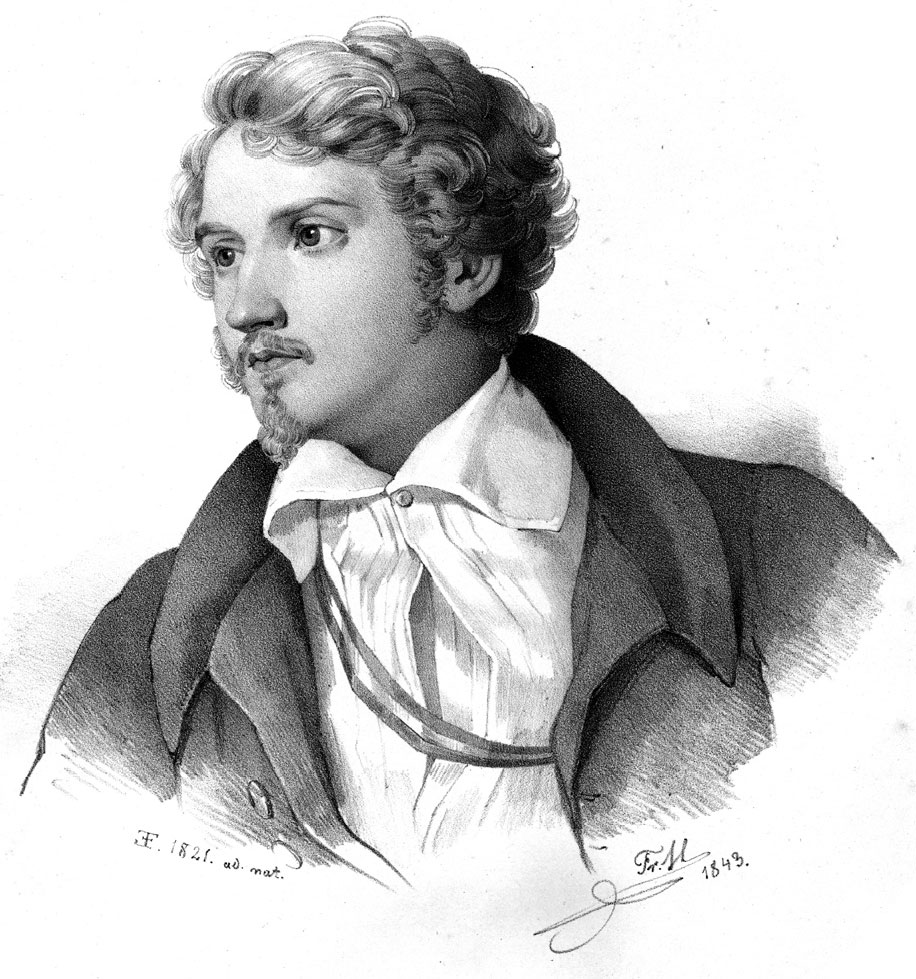
Liebig cap a 1821

Justus von Liebig va néixer a Darmstadt en una família de classe mitjana a principis de maig de 1803. El seu pare era un comerciant adroguer que fabricava i venia pintures, vernissos i pigments i que va tenir el seu propi taller. Des de la infància Justus va estar fascinat per la Química.
A l'edat de 13 anys, Liebig va viure «l'any sense estiu», quan la majoria dels cultius alimentaris a l'hemisferi nord van ser destruïts per un hivern volcànic. Alemanya va ser un dels països més afectats per la fam que va ferir tot el món i aquesta experiència va influir molt en l'obra posterior de Liebig. Gràcies en part a les innovacions de Liebig a l'agricultura, els fertilitzants, la fam del 1816 es va conèixer com "l'última gran crisi de subsistència en el món occidental".
Liebig va assistir a l'escola primària al Ludwig-Georgs Gymnasium a Darmstadt, des dels 8 als 14 anys. Sense un certificat de finalització d'estudis va ser aprenent durant diversos mesos a la farmàcia de Gottfried Pirsch (1792- 1870) a Heppenheim abans de tornar a casa, possiblement pels problemes econòmics del seu pare. Va treballar amb el seu pare durant els següents dos anys i després va assistir a la Universitat de Bonn, estudiant amb Karl Wilhelm Gottlob Kastner, un soci de negocis del seu pare. Quan Kastner es va traslladar a la Universitat d'Erlangen, Liebig el va seguir.
Liebig va deixar a Erlangen el març de 1822, en part degut a la seva implicació amb el moviment radical Korps Rhenania (una organització estudiantil nacionalista), i també a causa de les seves esperances per seguir estudis químics més avançats. A la fi de 1822 Liebig va anar a estudiar a París amb una beca obtinguda per a ell per Kastner del govern de Hesse. Va treballar en el laboratori privat de Joseph-Louis Gay-Lussac, i també es va fer amic d'Alexander von Humboldt i Georges Cuvier (1769-1832). Va obtenir el doctorat a Erlangen el 23 de juny de 1823, molt de temps després d'haver-se anat, sembla que fruit de la intervenció Kastner en nom seu.
Va ser expulsat del Gymnasium (batxillerat clàssic) per haver fet explotar un explosiu fet a casa, treballà com ajudant d'un farmacèutic a Heppenheim.
Estudià a la Universitat de Bonn junt amb Karl Wilhelm Gottlob Kastner. Amb aquest es traslladà a la Universitart d'Erlangen on el 1822 obté un doctorat. Amb una beca del govern pot estudiar a París on gràcies a l'interès d'Alexander von Humboldt aconsegueix treballar al laboratori privat de Joseph-Louis Gay-Lussac.

## Recerca i Desenvolupament

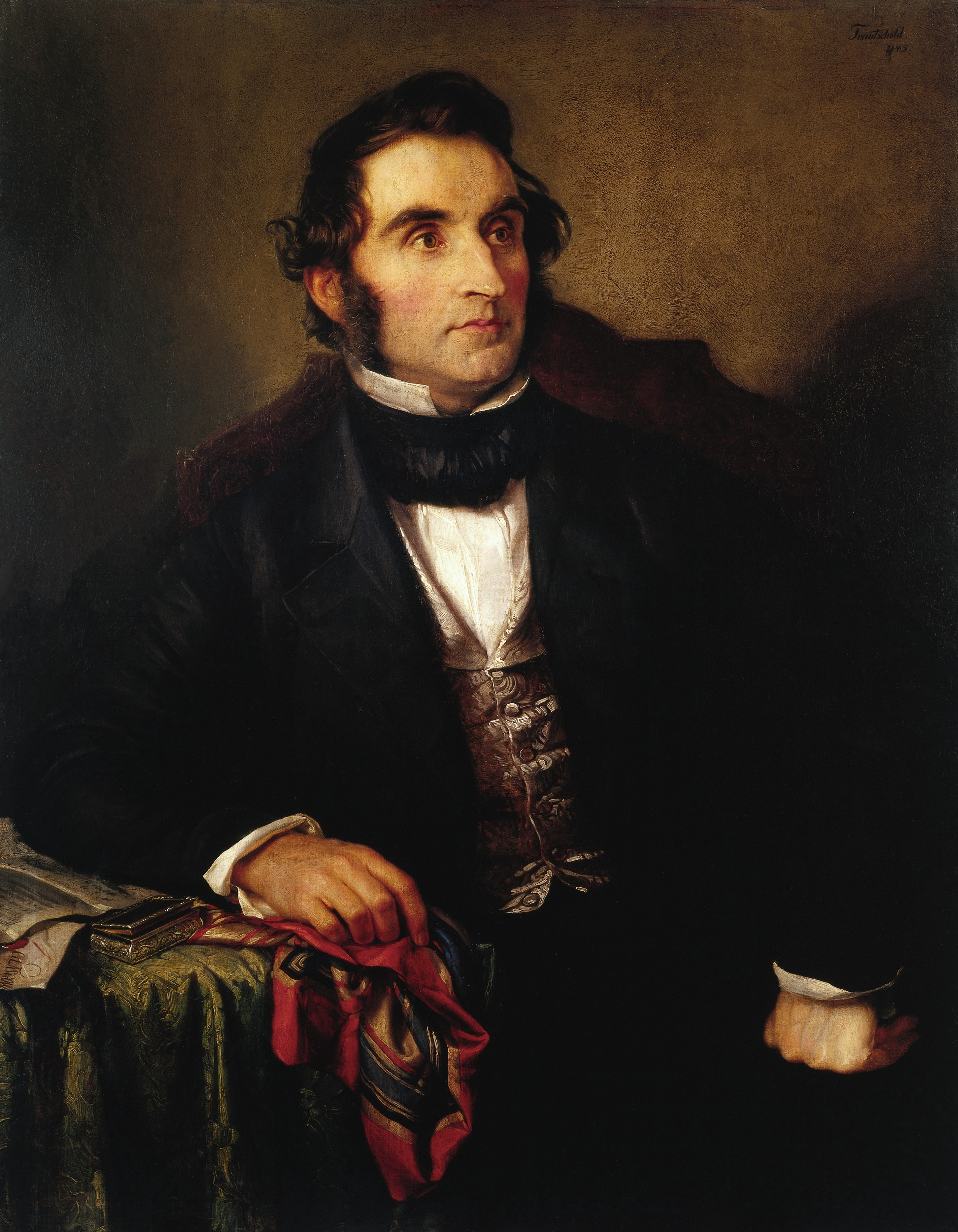
Justus von Liebig, per Wilhelm Trautschold, cap a 1846

Liebig va abandonar París per tornar a Darmstadt a l'abril de 1824. El 26 de maig 1824, a l'edat de 21 anys i amb la recomanació de Humboldt, Liebig va esdevenir professor extraordinari de la Universitat de Giessen. La incorporació de Liebig va ser part d'un intent de modernitzar la Universitat i atraure més estudiants. Va organitzar un laboratori-escola el primer d'Europa.
La seva situació es complica per la presència d'antics professors: el professor Wilhelm Zimmermann (1780-1825) va ensenyar química general com a part de la Facultat de Filosofia, deixant la Química Mèdica i de Farmàcia per al professor Philipp Vogt a la Facultat de Medicina. Vogt estava disposat a donar suport a una reorganització en la qual la Farmàcia fos ensenyada per Liebig i es va convertir en responsabilitat de la Facultat d'Arts, en lloc de la Facultat de Medicina. Zimmermann es va trobar competint sense èxit amb Liebig per als estudiants i les seves taxes acadèmiques. Es va negar a permetre que Liebig fes servir l'espai i els equips existents; finalment es va suïcidar el 19 de juliol de 1825. Les morts de Zimmermann i el professor Blumhof que ensenyava tecnologia i mineria van obrir el camí per Liebig per sol·licitar una càtedra completa. Liebig va ser nomenat a la càtedra de Química Ordentlicher el desembre de 1825, rebent un augment de sou considerable i un finançament del laboratori.
El 1845 rep el títol de noblesa de Freiherr (baró) i pot afegir el particle «von» al seu cognom. El 1850 substitueix Leopold Gmelin a la càtedra de química de la Universitat de Heidelberg i entre el 1852 i 1873 (any de la seva mort) ensenya a la Universitat de Múnic a Baviera.
Liebig es va casar amb Henriette «Jettchen» Moldenhauer (1807-1881), la filla d'un oficial de l'estat al maig de 1826. Van tenir cinc fills, Georg (1827-1903), Agnes (1828-1862), Hermann (1831-1894), Johanna (1836-1925) i Marie (1845-1920). Encara Liebig era luterà i Jettchen catòlica, van resoldre les seves diferències de religió amigablement en educar els seus fills en la religió luterana i les seves filles en la catòlica.

## Contribucions científiques

### La transformació de l'educació química

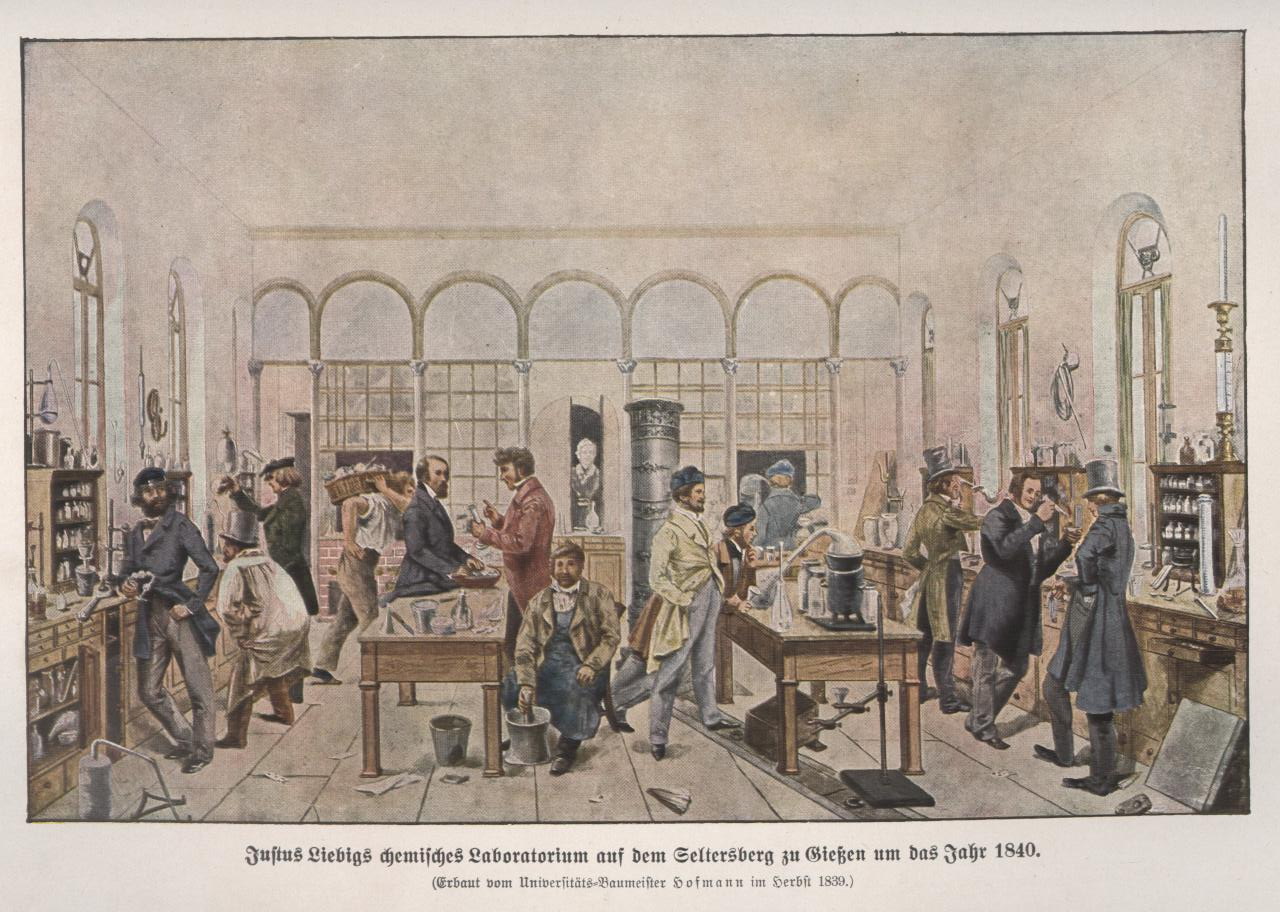
Laboratori de Liebig a Giessen, per Wilhelm Trautschold

Liebig i diversos professors van proposar la creació d'un institut de farmàcia i preparacions dins de la universitat. El Senat de la universitat, però, va rebutjar sense concessions la seva idea, afirmant que no era tasca de la universitat entrenar "apotecaris, els fabricants de sabó, cervesers, tintorers i destil·ladors de vinagre". El desembre de 1825, van dictaminar que aquesta institució hauria de ser una empresa privada. Aquesta decisió afavoria els propòsits de Liebig. Com una empresa independent, podia ignorar les regles universitàries i acceptar tant als estudiants matriculats com no matriculats. L'Institut de Liebig va ser àmpliament difós en revistes farmacèutiques i es va obrir a 1826. Les seves classes en els procediments pràctics de química i de laboratori per a l'anàlisi químic complementaven els cursos formals de Liebig a la universitat.

De 1825 a 1835, el laboratori es trobava a la sala de guàrdia d'una caserna en desús prop de la ciutat. L'espai principal del laboratori era d'uns 38 metres quadrats, incloent-hi una petita sala de conferències, un armari d'emmagatzematge, i una sala principal amb forns i taules de treball. Una columnata oberta exterior podia ser usada per a reaccions perilloses. Liebig podria treballar-hi amb 8 o 9 estudiants alhora. Ell vivia en un petit apartament al pis de dalt amb la seva dona i fills.

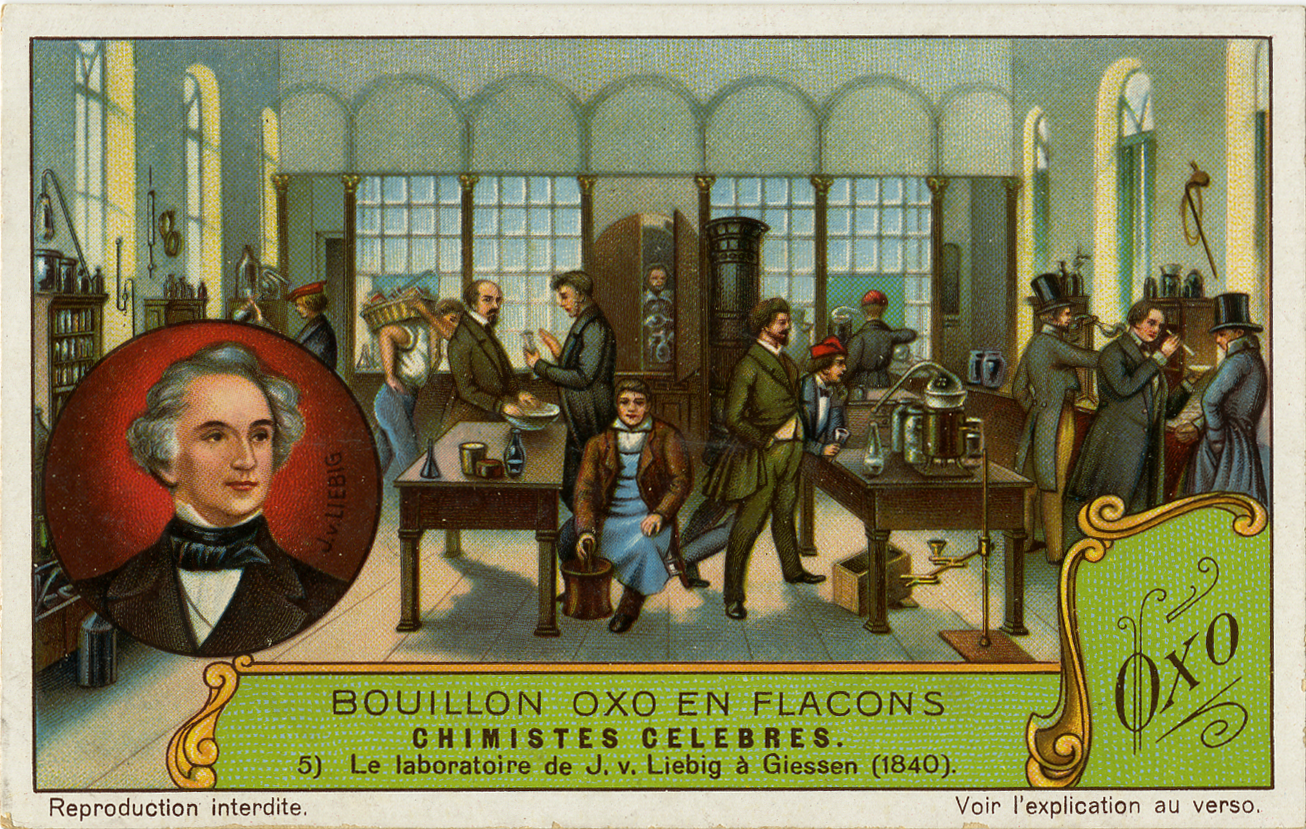
Laboratori de Liebig, Chimistes Celebres, Liebig's Extract of Meat Company Trading Card, 1929

Liebig va ser un dels primers químics a organitzar un laboratori en la seva forma actual, atraient als estudiants en la investigació empírica a gran escala a través d'una combinació de recerca i ensenyament. Els seus mètodes d'anàlisi orgànica li van permetre dirigir el treball analític de molts estudiants graduats. Els estudiants de Liebig venien de molts estats alemanys, així com de Gran Bretanya i els Estats Units, i van ajudar a crear una reputació internacional per la seva Doktorvater. El seu laboratori es va fer famós com una institució model per a l'ensenyament de la química pràctica. També va ser significatiu per l'èmfasi en l'aplicació dels descobriments de la investigació fonamental per al desenvolupament de processos i productes químics específics.
L'any 1833, Liebig va ser capaç de convèncer el rector Justin von Linde per incloure l'institut dins de la universitat. En 1839, va obtenir fons del govern per construir una sala de conferències i dos laboratoris independents, dissenyats per l'arquitecte Paul Hofmann. El nou laboratori de química va comptar amb innovadores vitrines de gasos amb façana de vidre i xemeneies de ventilació. Fins a 1852, quan va sortir de Giessen cap a Múnic, més de 700 estudiants de química i farmàcia ja havien estudiat amb Liebig.

### Instrumentació

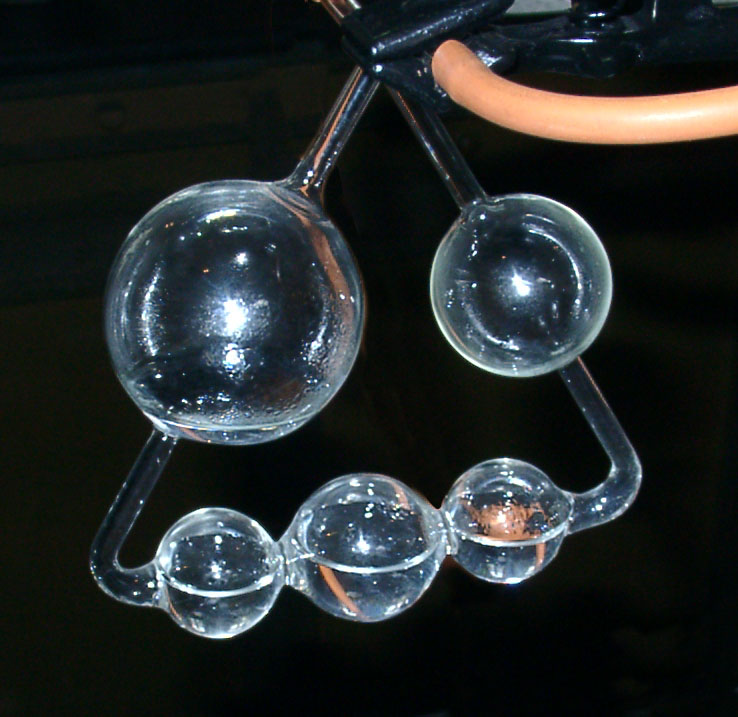
Aparell modern

Un repte important que enfronten els químics orgànics del segle xix és la manca d'instruments i mètodes d'anàlisi per donar suport a les anàlisis precises i repetibles de materials orgànics. Molts químics van treballar en el problema de l'anàlisi orgànic, entre ells el francès Joseph Louis Gay-Lussac i el suec Jöns Jacob Berzelius, abans que Liebig desenvolupes, l'any 1830, la seva versió d'un aparell per determinar el contingut de carboni, hidrogen, oxigen en substàncies orgàniques. Bàsicament utilitza una enginyosa sèrie de cinc bombetes de vidre, anomenada Kaliapparat per atrapar els productes d'oxidació. L'aigua s'absorbeix en una bombeta de clorur de calci higroscòpic que es pesa per mesurar hidrogen. El diòxid de carboni s'absorbeix en una solució d'hidròxid de potassi en les tres bombetes més baixes i s'utilitza per mesurar el carboni. L'oxigen es calcula per diferència. Per a la combustió es va utilitzar un foc de carbó. Pesant directament carboni i hidrogen, en lloc de llur estimació volumètrica, augmenta molt l'exactitud del mètode de mesura. L'ajudant de Liebig, Carl Ettling va perfeccionar les  tècniques del bufat de vidre per produir el kaliapparat. El kaliapparat de Liebig va simplificar la tècnica de l'anàlisi orgànica quantitativa i va esdevenir una rutina. Brock suggereix que la disponibilitat d'un aparell tècnic superior era una raó per la qual Liebig va ser capaç d'atreure molts estudiants al seu laboratori. El seu mètode d'anàlisi per combustió es va utilitzar farmacèuticament, i per descomptat va fer possibles moltes contribucions a la química orgànica, agrícola i biològica.

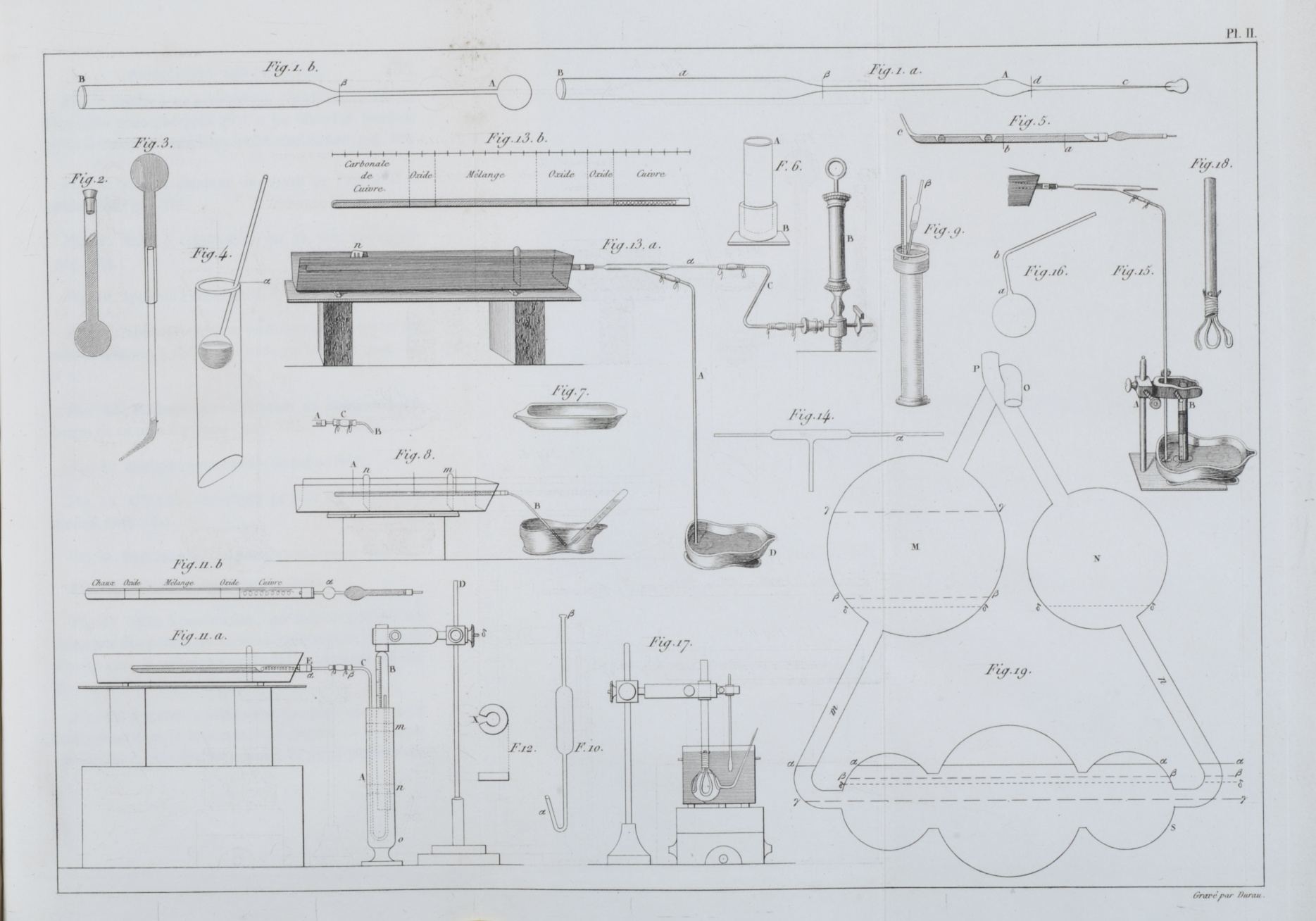
Dibuix de l'aparell de Liebig. Manuel pour l'analyse des substances organiques, 1848, El kaliapparat és a baix a la dreta

Liebig també va popularitzar l'ús d'un sistema de refrigeració per aigua a contracorrent per a la destil·lació, que encara es coneix com un refrigerant o condensador de Liebig. Liebig mateix va atribuir el dispositiu de condensació de vapor al farmacèutic alemany Johann Friedrich August Gottling, que havia dut a terme millores, el 1794, a un disseny descobert independentment pel químic alemany Christian Ehrenfried Weigel en 1771, pel científic francès, P. J. Poissonnier en 1779 i pel químic finlandès Johan Gadolin en 1791.

Tot i que no va ser àmpliament adoptat fins després de la mort de Liebig, quan la legislació de seguretat finalment va prohibir l'ús de mercuri en la fabricació de miralls, Liebig va proposar un procediment de platejat que amb el temps va esdevenir la base de la moderna fabricació de miralls. El 1835 va descobrir que els aldehids redueixen les sals d'argent a argent metall. Després de treballar amb altres científics, Carl August von Steinheil es va anar a veure a Liebig en 1856 per veure si podia desenvolupar una tècnica capaç de produir el platejat en miralls òptics d'alta qualitat per al seu ús en telescopis reflectors. Liebig va ser capaç de desenvolupar miralls sense taques mitjançant l'addició de coure al nitrat d'argent amoniacal i el sucre. Un intent de comercialitzar el procés i "eliminar el mercuri en la fabricació de miralls per la seva influència perjudicial sobre la salut dels treballadors" no va tenir cap èxit.

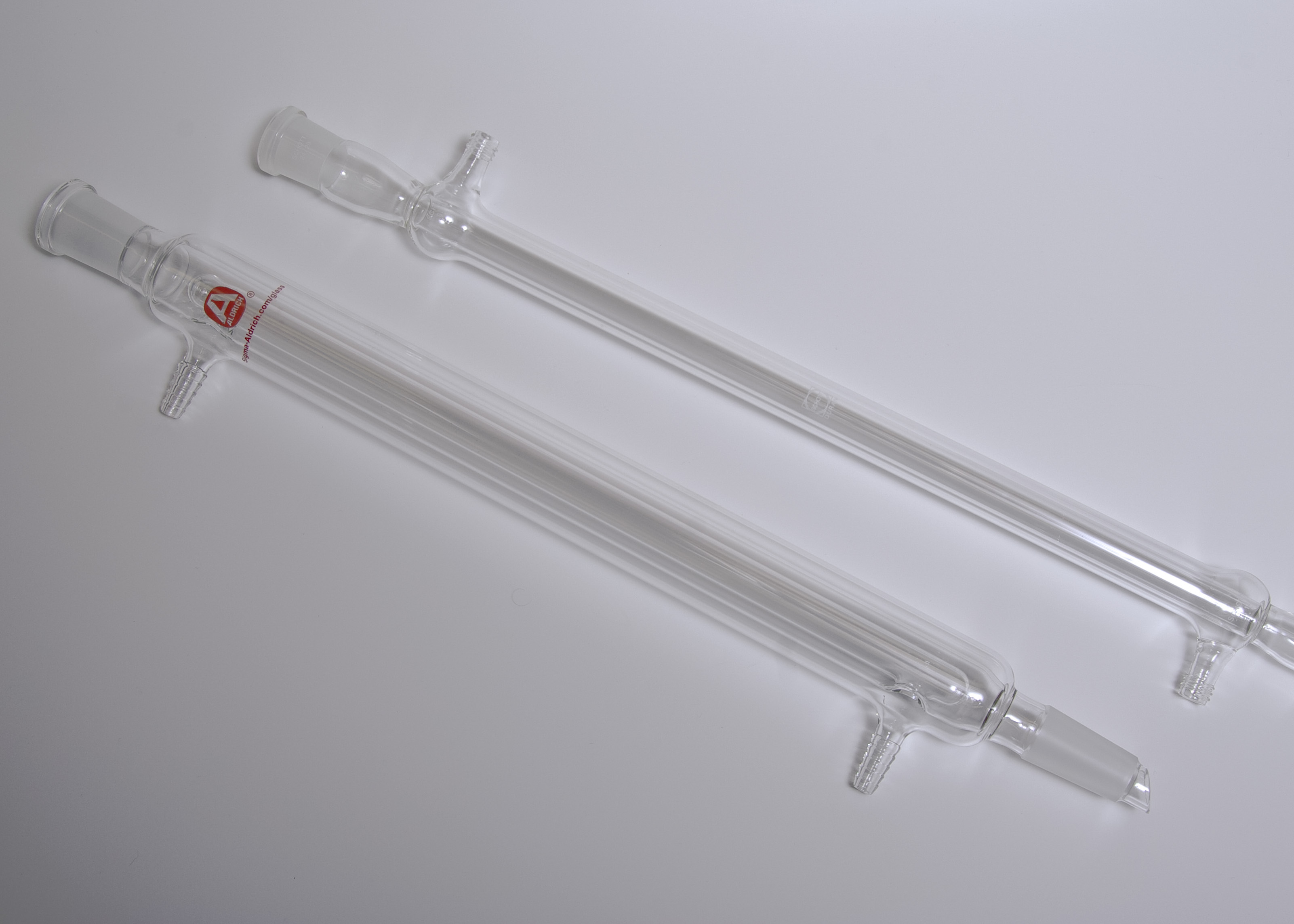
Refrigerants de Liebig

### Química Orgànica

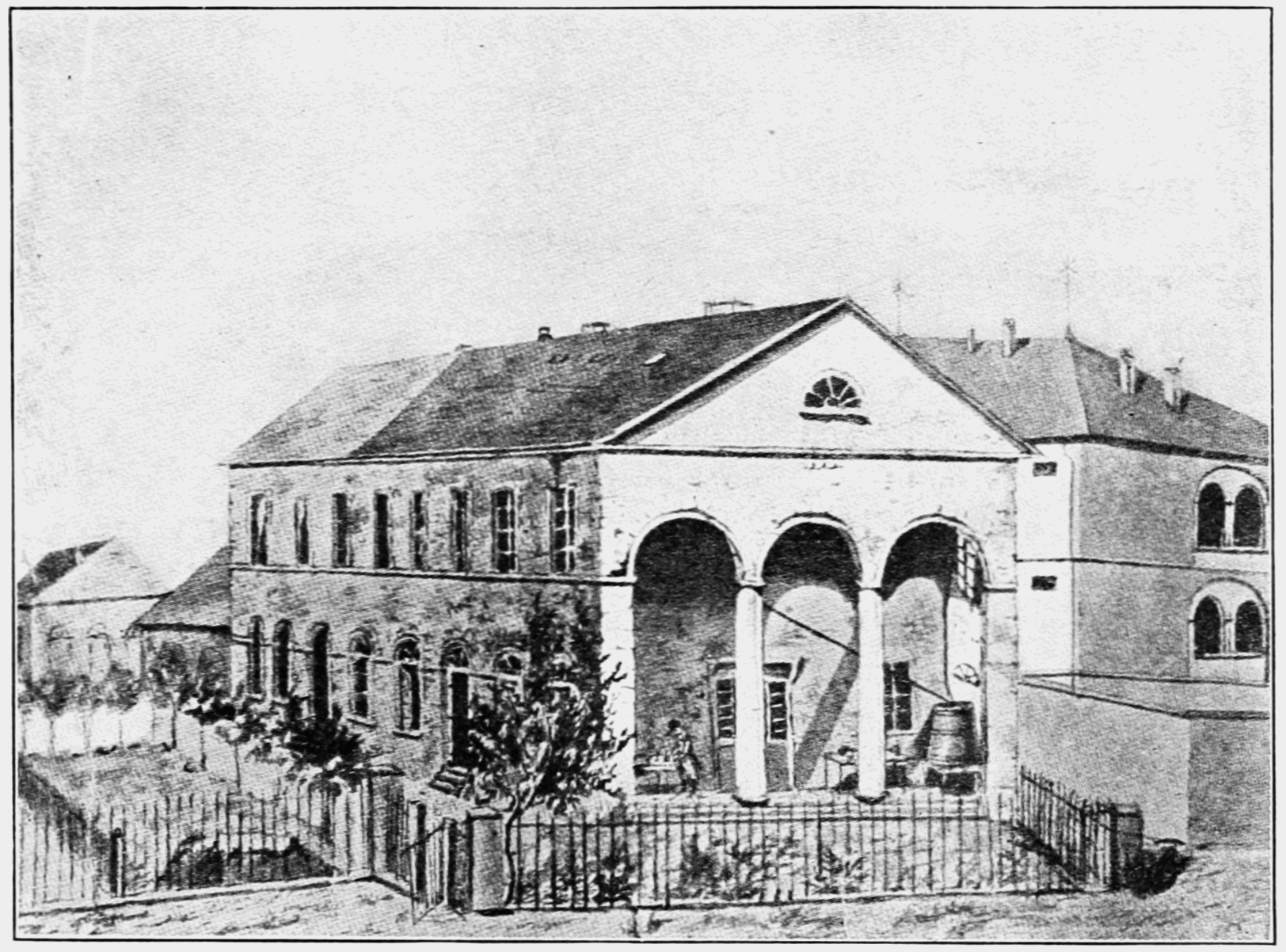
Laboratori de Liebig a Giessen

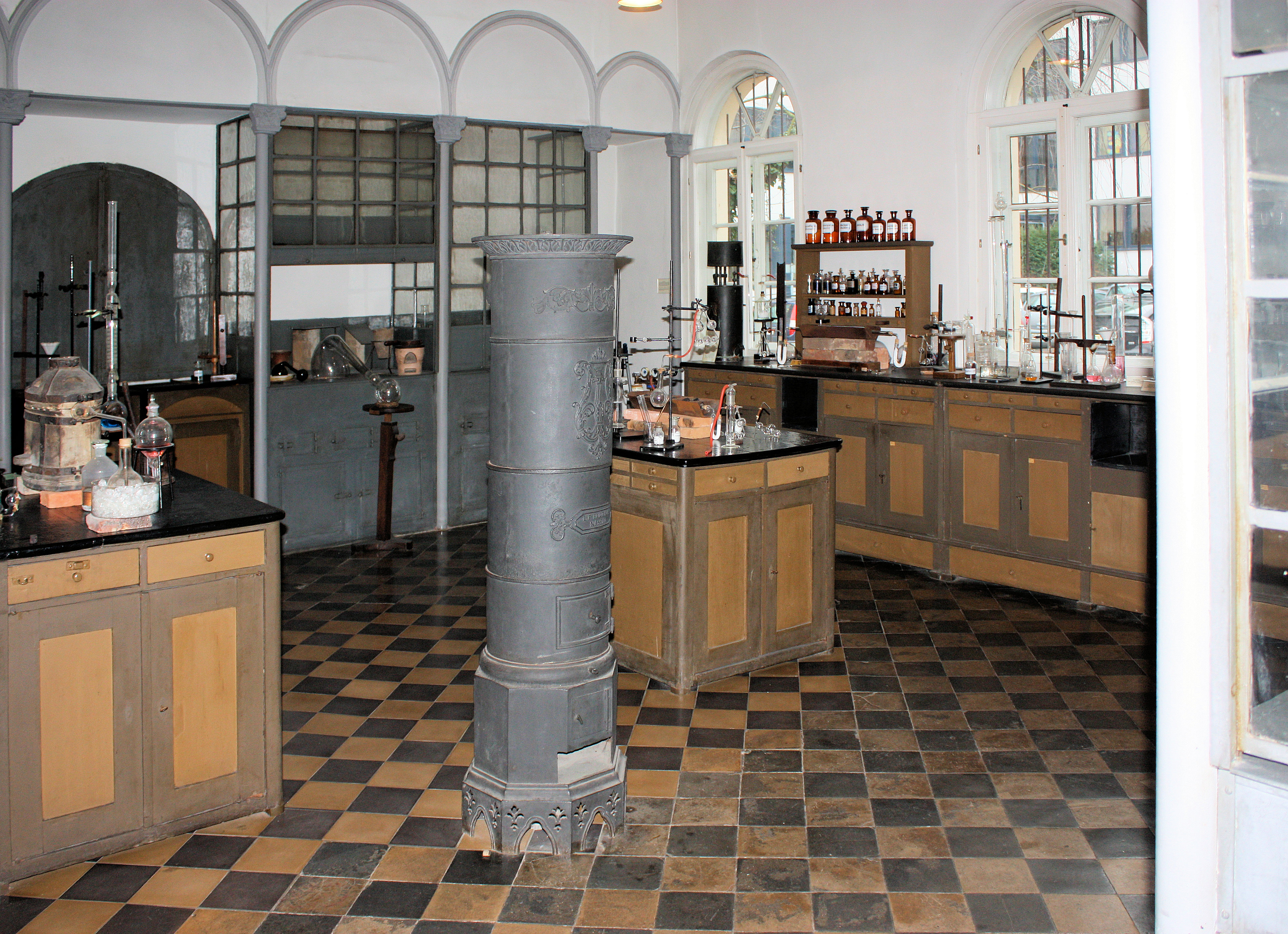
Museu de Liebig, el laboratori de farmàcia a Giessen

Un dels col·laboradors de Liebig va ser Friedrich Wöhler. Es van conèixer el 1826 a Frankfurt, després de publicar, de manera independent, la preparació de dues substàncies, l'àcid isociànic i l'àcid fulmínic, que aparentment tenen la mateixa composició però característiques molt diferents. El fulminat d'argent investigat per Liebig és explosiu, mentre que el cianat d'argent trobat per Wöhler, no ho és. Després de revisar les anàlisis en conjunt, van coincidir que totes dues eren vàlides. El descobriment d'aquestes i altres substàncies van portar a Jöns Jacob Berzelius per suggerir la idea dels ofisòmers, substàncies que es defineixen no només pel nombre i tipus d'àtoms en la molècula, sinó també per la disposició d'aquest àtoms.
L'any 1832, Justus Liebig i Friedrich Wöhler van publicar una investigació sobre l'oli d'ametlles amargues. Van transformar oli pur en diversos compostos halogenats, que es van transformar en altres reaccions. Al llarg d'aquestes transformacions, "un sol compost" (que van nomenar benzoil) "conserva la seva naturalesa i composició sense canvis en gairebé totes les seves associacions amb altres compostos." Els seus experiments van demostrar que un grup d'àtoms de carboni, hidrogen i d'oxigen pot comportar-se com un element que es pot intercanviar per elements en compostos químics. Això va establir les bases de la teoria dels radicals, que pot ser vista com un primer pas en el desenvolupament de la química estructural.
La dècada de 1830 va ser un període d'intensa investigació sobre compostos orgànics per part de Liebig i els seus estudiants, i d'un intens debat sobre les implicacions teòriques dels seus resultats. Liebig va publicar una àmplia varietat de temes, amb una mitja de trenta articles per any entre 1830 i 1840. Liebig no solament va aïllar substàncies individuals, sinó que també va estudiar les seves interrelacions i les formes en què es degraden i es transformen en altres substàncies, a la recerca de pistes per a la comprensió tant de la composició química com de la seva funció fisiològica. Altres contribucions significatives de Liebig durant aquest temps inclouen l'examen del contingut de nitrogen de les bases, l'estudi de la cloració i l'aïllament de cloral (1832), la identificació del radical etil (1834), l'oxidació dels alcohols i la formació d'aldehids (1835), la teoria polibàsica dels àcids orgànics (1838) i la degradació de la urea (1837).

### Nutrició de les plantes
Durant la dècada de 1840, Liebig estava tractant d'aplicar els coneixements teòrics de la química orgànica als problemes del món real amb relació a la disponibilitat d'aliments. El seu llibre “Die Organische Chemie en ihrer Anwendung auf Agricultura und Physiologie” ("La Química Orgànica i la seva aplicació a l'Agricultura i Fisiologia") (1840) va promoure la idea que la química podria revolucionar pràctica agrícola, augmentar els rendiments de les collites i reduir els costos. El llibre va ser traduït, criticat i va tenir molta influència.
El llibre de Liebig estudia les transformacions químiques dins dels sistemes vius, tant vegetals com animals, esbossant una aproximació teòrica a la química agrícola. La primera part del llibre se centra en la nutrició de les plantes, la segona sobre els mecanismes químics de la putrefacció i descomposició. La sensibilització tant en la síntesi com en la degradació va portar Liebig a convertir-se en un dels primers defensors de la conservació, promovent idees com ara el reciclatge d'aigües residuals.
Liebig va argumentar en contra de les teories predominants sobre el paper de l'humus en la nutrició de les plantes, que sostenia que la matèria vegetal en descomposició era la principal font de carboni per a la nutrició de les plantes. Es creia que els fertilitzants actuaven trencant l'humus, per fer més fàcil que les plantes l'absorbeixin. Associat amb aquestes idees es creia que alguna mena de "força vital" diferenciava reaccions que implicaven matèria orgànica en contraposició a materials inorgànics.
Els primers estudis sobre la fotosíntesi havien identificat carboni, hidrogen, oxigen i nitrogen com importants, però eren en desacord sobre les fonts i mecanismes d'acció. Es sabia que el diòxid de carboni es fixava i que l'oxigen s'alliberava durant la fotosíntesi, però els investigadors van suggerir que l'oxigen s'obtenia a partir de diòxid de carboni, en lloc de fer-ho a partir de l'aigua. L'hidrogen es creia que provenia principalment de l'aigua. Els investigadors no estaven d'acord sobre si les fonts de carboni i nitrogen eren atmosfèriques o venien de la terra. Els experiments de Nicolas-Théodore de Saussure publicats en “Recherches Chimiques sur la Végétation” (1804), van suggerir que el carboni s'obtenia de l'atmosfera en lloc de fonts de basades en el sòl, i que l'aigua era una font probable de l'hidrogen. Tanmateix Liebig creia, equivocadament, que el nitrogen que absorbien les plantes provenia de l'atmosfera. El més important de la seva teoria agronòmica és l'absorció del fòsfor del sòl, que així resulta l'element més important a restituir al terreny atès que no provindria dels fenòmens atmosfèrics. Leibig segons Antonio Saltini opinà sobre el paper del fòsfor en l'auge i caiguda de les civilitzacions i va pronosticar, fins i tot, la caiguda de l'Imperi Britànic, ja que allà es feia servir el vàter cosa que feia perdre al mar grans quantitats de fòsfor com ja hauria passat a Roma amb les clavegueres (Cloaca maxima)
També va estudiar l'absorció de minerals per les plantes, i es va observar que les concentracions de minerals en plantes tendeixen a reflectir la seva presència a la terra en el que s'han conreat les plantes. No obstant això, les implicacions dels resultats de De Saussure a les teories de la nutrició de les plantes no van ser discutides ni van tenir una fàcil comprensió.
Liebig va reafirmar la importància de les troballes de De Saussure i les va utilitzar per criticar les teories de l'humus, alhora que lamentava les limitacions de les tècniques experimentals de De Saussure. L'ús de mètodes de mesura més precisos com a base per a l'estimació, va mostrar contradiccions com ara la incapacitat de l'humus existent al sòl per proporcionar suficient carboni per donar suport a les plantes que hi creixien. A la fi dels anys 1830, investigadors com ara Karl Sprengel utilitzaven els mètodes d'anàlisi de combustió de Liebig per avaluar adobs, concloent que el seu valor podria atribuir-se als seus constituents minerals. Liebig va sintetitzar les idees sobre la teoria mineral de nutrició de les plantes i va afegir la seva pròpia convicció que els materials inorgànics podien proporcionar nutrients tant eficaçment com a les fonts orgàniques.
En la seva teoria de nutrients minerals, Liebig identifica els elements químics nitrogen (N), fòsfor (P) i potassi (K) com essencials per al creixement de les plantes. Va reportar que les plantes adquireixen el carboni (C) i l'hidrogen (H) de l'atmosfera i l'aigua (H₂O). També va posar l'accent en la importància dels minerals en el sòl, va argumentar que les plantes s'alimenten de compostos de nitrogen derivats de l'aire. Aquesta afirmació va ser una font de controvèrsia durant molts anys, i va resultar ser certs per a les llegums, però no per a altres plantes.

Barril de Liebig

Liebig també va popularitzar el "Teorema del mínim" de Karl Sprengel (conegut com a la Llei del Mínim), que indica que el creixement de la planta no està determinat pel total de recursos disponibles, sinó pel recurs més escàs disponible. El desenvolupament d'una planta està limitat pel mineral essencial que es troba en el subministrament relativament menor. Aquest concepte de limitació pot ser visualitzat com el "barril de Liebig", una bóta metafòrica en el que cada doga representa un element diferent. La doga (nutrient) que és més curt que els altres farà que el líquid contingut en el barril vessi per aquest nivell. Aquesta és una versió qualitativa dels principis utilitzada per determinar l'aplicació de fertilitzants en l'agricultura moderna.
L'obra “Química orgànica” no pretenia ser una guia pràctica per a l'agricultura. La manca d'experiència de Liebig en aplicacions pràctiques i les diferències entre les edicions del llibre van fomentar considerables crítiques. No obstant això, els escrits de Liebig van tenir un profund impacte en l'agricultura, estimulant l'experimentació i debat teòric a Alemanya, Anglaterra i França.
Un dels èxits més reconeguts és el desenvolupament de fertilitzants a base de nitrogen. En les dues primeres edicions del seu llibre (1840, 1842), Liebig va informar que no hi havia prou nitrogen en l'atmosfera i va argumentar que eren necessaris fertilitzants a base de nitrogen per fer créixer les collites més sanes possibles. Liebig creia que el nitrogen podria ser subministrat en forma d'amoníac i reconeix la possibilitat de substituir els fertilitzants químics per als naturals (fems animals, etc.)
Més tard es va convèncer que el nitrogen es podria subministrar de manera suficient per fixació d'amoníac de l'atmosfera i va argumentar vehementment en contra de l'ús de fertilitzants a base de nitrogen durant molts anys. Un primer intent comercial per produir els seus propis fertilitzants no va tenir èxit, a causa de la falta de proves en condicions reals agrícoles, i a la manca de nitrogen en les mescles.
Les dificultats de Liebig per reconciliar la teoria i la pràctica reflecteixen que el món real de l'agricultura és més complex del que en un principi es pot pensar. A la publicació de la setena edició alemanya de “Química Agrícola” s'han moderat algunes de les seves opinions, admetent alguns errors i tornant a la posició que els fertilitzants a base de nitrogen són beneficiosos o fins i tot necessaris. Avui en dia els fertilitzants nitrogenats són àmpliament utilitzats en tot del món i la seva producció és un segment considerable de la indústria química.

### Fisiologia vegetal i animal
Els treballs de Liebig sobre l'aplicació de la química a la fisiologia vegetal i animal van ser especialment influents. L'any 1842, havia publicat “Chimie organique appliquée à la physiologie animale et à la pathologie”, publicat en anglès com “Animal chemistry, or, Organic chemistry in its applications to physiology and pathology”, on presenta una teoria química del metabolisme. Les tècniques experimentals utilitzades per Liebig i altres sovint involucraven haver de controlar i mesurar la dieta i el seguiment i anàlisi dels productes del metabolisme dels animals com a indicadors de processos metabòlics interns. Liebig va veure similituds entre el metabolisme de les plantes i el dels animals, i va suggerir que la matèria nitrogenada animal era similar i derivava de la matèria vegetal. Va classificar els aliments en dos grups, matèries nitrogenades que creia s'utilitzen per construir el teixit animal, i materials no nitrogenats que es pensava que estaven involucrats en altres processos com ara la respiració i la generació de calor.
Investigadors francesos com ara Jean-Baptiste Dumas i Jean-Baptiste Boussingault creien que els animals assimilen els sucres, les proteïnes i els greixos dels materials vegetals i no tenen la capacitat de sintetitzar-los. El treball de Liebig va suggerir una capacitat comuna de les plantes i els animals per sintetitzar molècules complexes a partir d'altres més simples. Els seus experiments sobre el metabolisme dels greixos el van convèncer que els animals han de poder sintetitzar els greixos a partir de sucres i midó. Altres investigadors basant-se en el seu treball confirmen la capacitat dels animals per sintetitzar sucres i greixos.
Liebig també va estudiar la respiració com a punt de mesura de la "ingesta i excrements", examinant el comportament de 855 soldats del cos de la guàrdia del Gran Duc de Hesse-Darmstadt durant tot un mes sencer. Va esbossar un model extremadament especulatiu d'equacions en què va tractar d'explicar com la degradació de proteïnes podria equilibrar-se dins d'un cos sa i donar lloc a desequilibris patològics en els casos de malaltia o nutrició inadequada. Aquest model proposat va ser criticat amb raó. Berzelius va declarar que "aquest tipus fàcil de química fisiològica es crea a l'escriptori". Algunes de les idees que Liebig havia incorporat amb entusiasme no van ser des per posteriors investigacions. La tercera i última edició de “Animal chemistry” (1846) va ser revisada substancialment i no va incloure aquestes equacions.
La tercera àrea tractada a “Animal chemistry” era la fermentació i la putrefacció. Liebig va proposar explicacions químiques per processos com ara eremacausis (descomposició orgànica), descrivint els canvis d'àtoms com a resultat de "afinitats" inestables reaccionant per causes externes com ara aire o substàncies ja en descomposició. Va identificar la sang com la "fàbrica de productes químics" del cos, on va creure que tenien lloc els processos de síntesi i degradació. Va presentar una visió de la malaltia en termes de procés químic, en què la sang saludable podria ser atacada per contagi extern, òrgans secretors tractant de transformar i excretar aquestes substàncies i el no fer-ho podria donar lloc a la seva eliminació a través de la pell, els pulmons i altres òrgans, fet que podria propagar el contagi. Un cop més, com que el món era molt més complicat que la seva teoria, moltes de les seves idees individuals es va mostrar que eren errònies. Liebig va aconseguir sintetitzar els coneixements existents d'una manera que tenia implicacions significatives per als metges, sanitaris i reformadors socials. La revista mèdica anglesa “The Lancet” va examinar la tasca de Liebig i va traduir les seves classes químiques com a part de la seva missió per establir una nova era de la medicina. Les idees de Liebig van estimular significativament la investigació mèdica i van portar al desenvolupament de millors tècniques per comprovar els models experimentals del metabolisme assenyalant a la química com a ciència fonamental per a la comprensió de la salut i la malaltia.
L'any 1850 Liebig va investigar la combustió humana espontània, rebutjant les explicacions simplistes sobre la base d'etanol a causa de l'alcoholisme.

### Liebig i la Química dels aliments

#### Mètodes de cocció
Liebig va fonamentar el seu treball en nutrició de les plantes i el metabolisme vegetal i animal desenvolupant una teoria de la nutrició que va tenir conseqüències importants per a la cuina. En les seves “Researches on the chemistry of food” (1847) va argumentar que era important menjar no només la fibra de la carn, sinó també sucs de la carn, que contenien diversos productes químics inorgànics. Aquests ingredients vitals es perden durant la cocció convencional en la que es descarten els líquids de cocció. Per obtenir una qualitat nutricional òptima, Liebig aconsella que els cuiners han de daurar la carn inicialment per retenir líquids i conservar i utilitzar els líquids de cocció (com ara en sopes o guisats).
Liebig va ser considerat per The Lancet "per revelar els veritables principis de la cuina", i els metges per promoure "dietes racionals" sobre la base de les seves idees. La coneguda escriptora de cuina britànica Eliza Acton va respondre a Liebig modificant les tècniques de cuina a la tercera edició del seu llibre “Modern Cookery for Private Families”. La idea de Liebig d'abrasar talls de carn per convertir-los en suc, tot i que encara es creu, no és certa.

#### Liebig's Extract of Meat Company

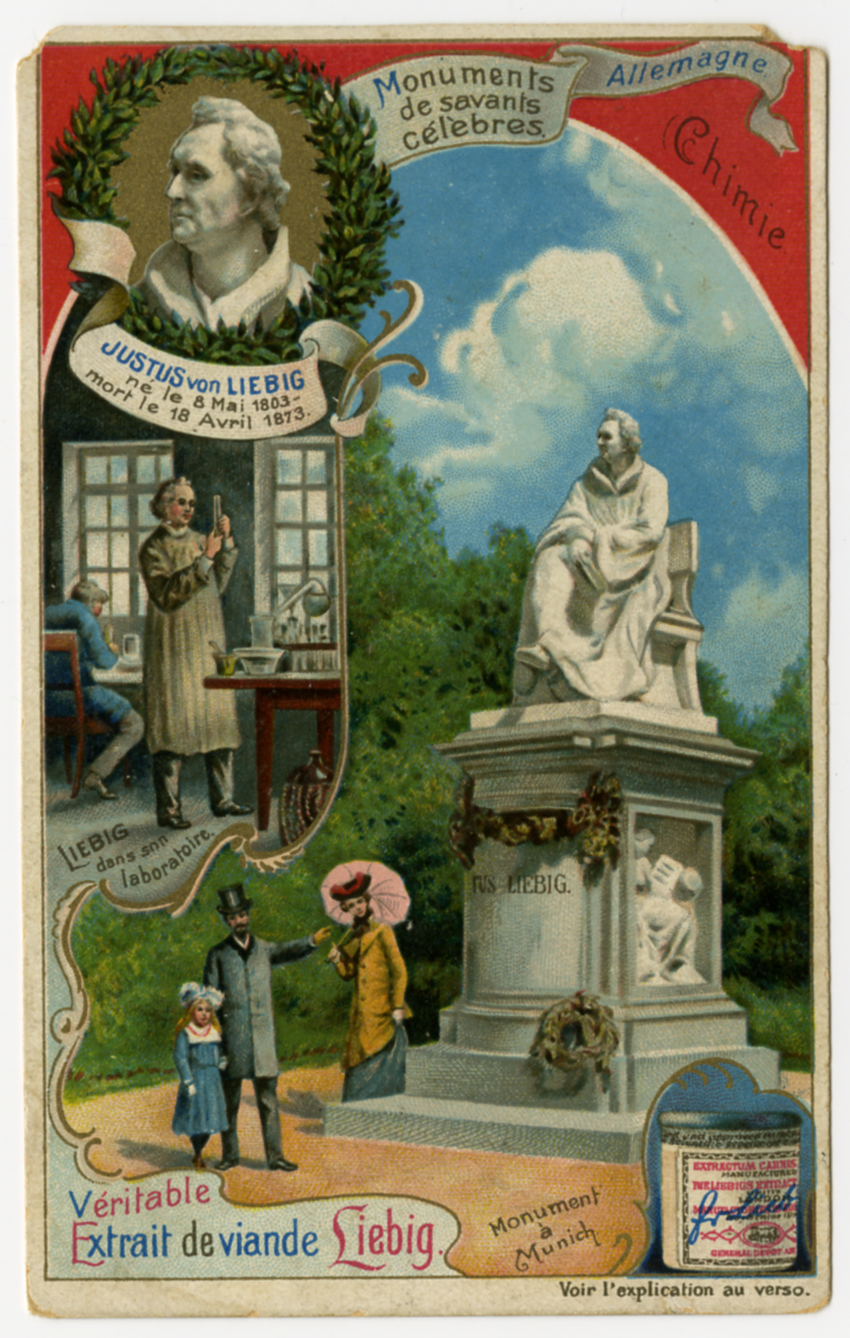
Postal commemorativa de Justus von Liebig. Liiebig's Extract of Meat Company

Sobre la base de les seves teories sobre el valor nutricional dels fluids de carn i a la recerca d'una font d'alimentació de baix cost per a l'Europa pobre, Liebig va desenvolupar una fórmula per a la producció d'extracte de carn. Els detalls van ser publicats en 1847 de manera que "el benefici de la mateixa ha de ... ser la disponibilitat per part del major nombre de persones possible, estenent la fabricació i, per tant, reduint el cost".
La producció no era econòmicament viable a Europa, on la carn era cara, però a Uruguai i Nova Gal·les del Sud la carn era un subproducte de baix cost en la indústria del cuir. L'any 1865, Liebig es va associar amb l'enginyer belga George Christian Giebert i va ser nomenat director científic de Liebig's Extract of Meat Company, situada a Fray Bentos, Uruguai.
Altres companyies també van intentar produir extractes de carn pel mercat sota el nom de Liebig's Extract of Meat. A Gran Bretanya, va ser defensat el dret d'un competidor per a utilitzar el nom sobre la base que l'èxit havia convertit el nom en un terme genèric abans de la creació de qualsevol empresa en particular. El jutge va afirmar que "Els compradors han d'usar els seus ulls ", i va considerar que la presentació dels productes era prou diferent perquè el consumidor exigent pogués determinar quin dels productes portava la signatura de Liebig original.
Inicialment la companyia de Liebig va promoure el seu "te de carn" pels seus poders curatius i valor nutricional com una alternativa barata i nutritiva a la carn real. Després, quan es va qüestionar el seu valor nutricional, van posar èmfasi en la seva conveniència i el sabor, la seva comercialització com a aliment de comoditat. L'empresa de Liebig va treballar amb escriptors de cuina populars a diversos països per popularitzar els seus productes. L'escriptora de la cuina alemanya Henriette Davidis va escriure receptes per “Improved and Economic Cookery” i altres llibres de cuina. Katherina Prato va escriure un llibre de receptes a Àustria-Hongria, “Die Praktische Verwertung Kochrezepte” (1879). Hannah M. Young va escriure a Anglaterra “Practical Cookery Book”, un pràctic llibre de receptes per a la companyia Liebig. Als Estats Units, María Parloa va exaltar els beneficis de l'extracte de Liebig. També es van difondre calendaris i targetes comercials acolorides per popularitzar el producte.

La companyia també va treballar amb el químic anglès Henry Enfield Roscoe per desenvolupar un producte relacionat amb el que havien registrat alguns anys després de la mort de Liebig, sota la marca "Oxo". Oxo va ser registrat com a marca a tot el món el 1899 i al Regne Unit el 1900. Originalment líquid, Oxo també va ser llançat en forma sòlida en cubs el 1911.

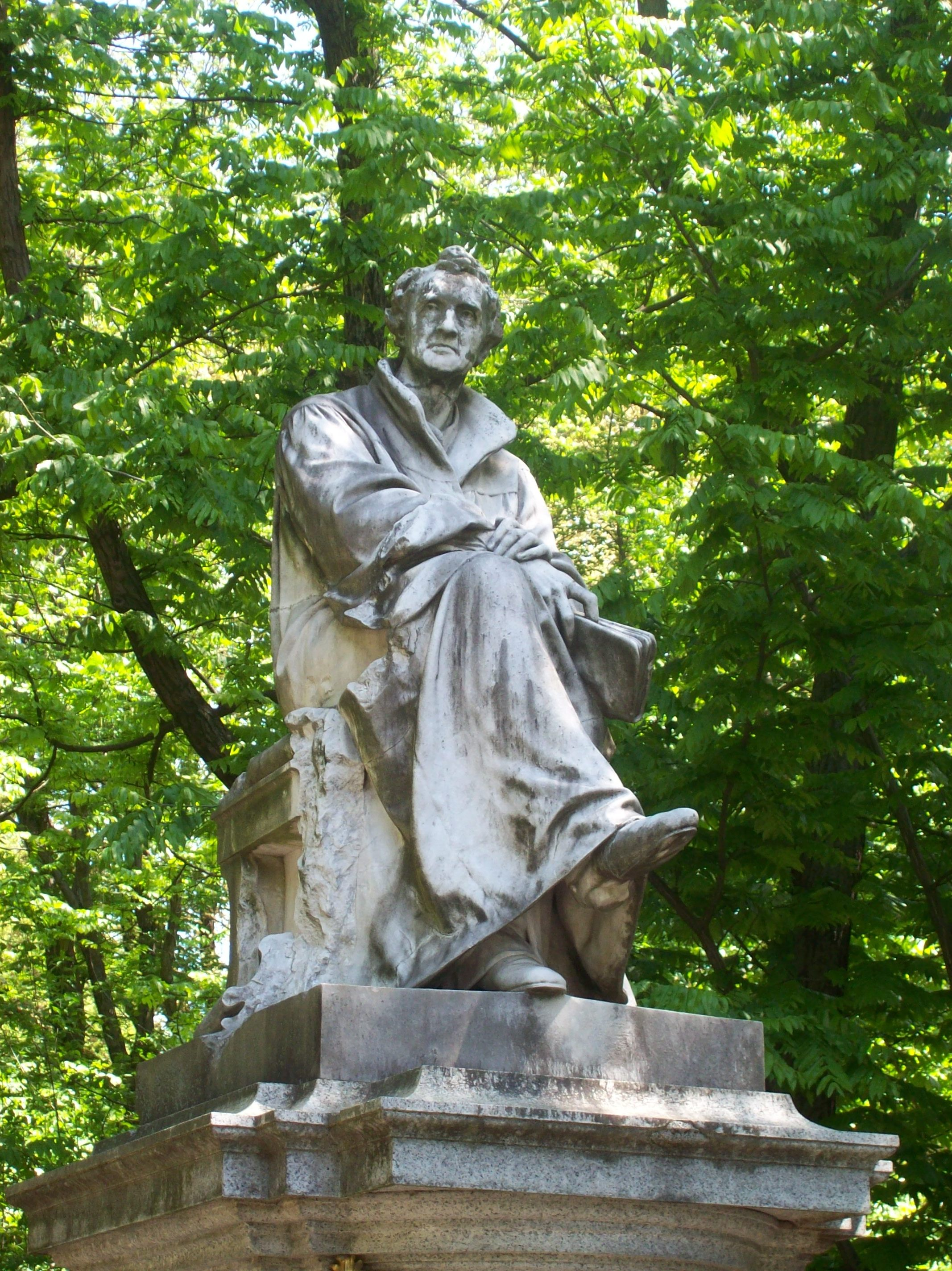
Estàtua de Justus von Liebig a Múnic

#### Marmite
Liebig també va estudiar altres aliments. Va promoure l'ús del llevat en pols per fer pa més lleuger, va estudiar la química del cafè, i va desenvolupar un substitut de la llet materna per als nadons que no podien mamar.  Es considera que va fer possible la invenció de la Marmite, pel seu descobriment que el llevat es podia concentrar.
Entre altres descobriments també hi ha un sistema per argentar el vidre; la preparació artificial de l'àcid tàrtric (que abans era un subproducte de la producció de vi); l'ús de l'ozó per emblanquir els teixits vegetals; la transformació ràpida de l'alcohol en àcid acètic; la formació artificial de l'àcid hipúric. Liebig va estudiar també les aromes del vi, l'ampolla cònica que es fa servir en el laboratori encara és coneguda amb el seu nom.

## Obres principals
Liebig va fundar la revista Annalen der Chemie, que va editar des de l'any 1832. Originalment es titulava Annalen der Pharmacie, però va esdevenir Annalen der Chemie und Pharmacie per reflectir amb més precisió el seu contingut. Es va convertir en la principal revista de Química i encara avui existeix. Sovint es fa referència als volums en temps de la seva vida com a Liebigs Annales; i els de després de la seva mort, va canviar el títol oficialment a Justus Liebigs Annalen der Chemie.
Liebig va publicar molt a Annales der Chemie i també a altres llocs com ara a diaris i revistes. La majoria dels seus llibres van ser publicats simultàniament en alemany i en anglès, i molts van ser traduïts també a altres idiomes. Alguns de les seves obres més influents són:
- Ueber das Studium der Naturwissenschaften und über den Zustand der Chemie in Preußen (1840) Edició digital The University and State Library Düsseldorf
- Die organische Chemie in ihrer Anwendung auf Agricultur und Physiologie (1840)
- Chimie organique appliquée à la physiologie animale et à la pathologie; Animal chemistry, or, Organic chemistry in its applications to physiology and pathology (1842) Cambridge: John Owen
- Justus Liebig. Familiar letters on chemistry and its relation to commerce, physiology and agriculture (1843) Londres: John Gardner (1843)
- Chemische Briefe (1844) Digital edition (1865) The University and State Library Düsseldorf

A més de llibres i articles també va escriure centenars de cartes, la majoria adreçades a altres científics. 
Liebig també va tenir un paper directe en la publicació alemanya de l'obra “Logic” de John Stuart Mill. Gràcies a l'estreta amistat de Liebig amb família editorial Vieweg va fer els arranjaments oportuns perquè el seu ex-estudiant Jacob Schiel (1813-1889) traduís a l'alemany el treball de Mill. A Liebig li agradava la “Lògica” de Mill, en part a causa que promou la ciència com un mitjà per al progrés social i polític, i també perquè Mill va emprar, en diversos exemples, investigacions de Liebig com un exemple ideal per al mètode científic. D'aquesta manera, va tractar de reformar la política en els estats alemanys.

## Etapa final

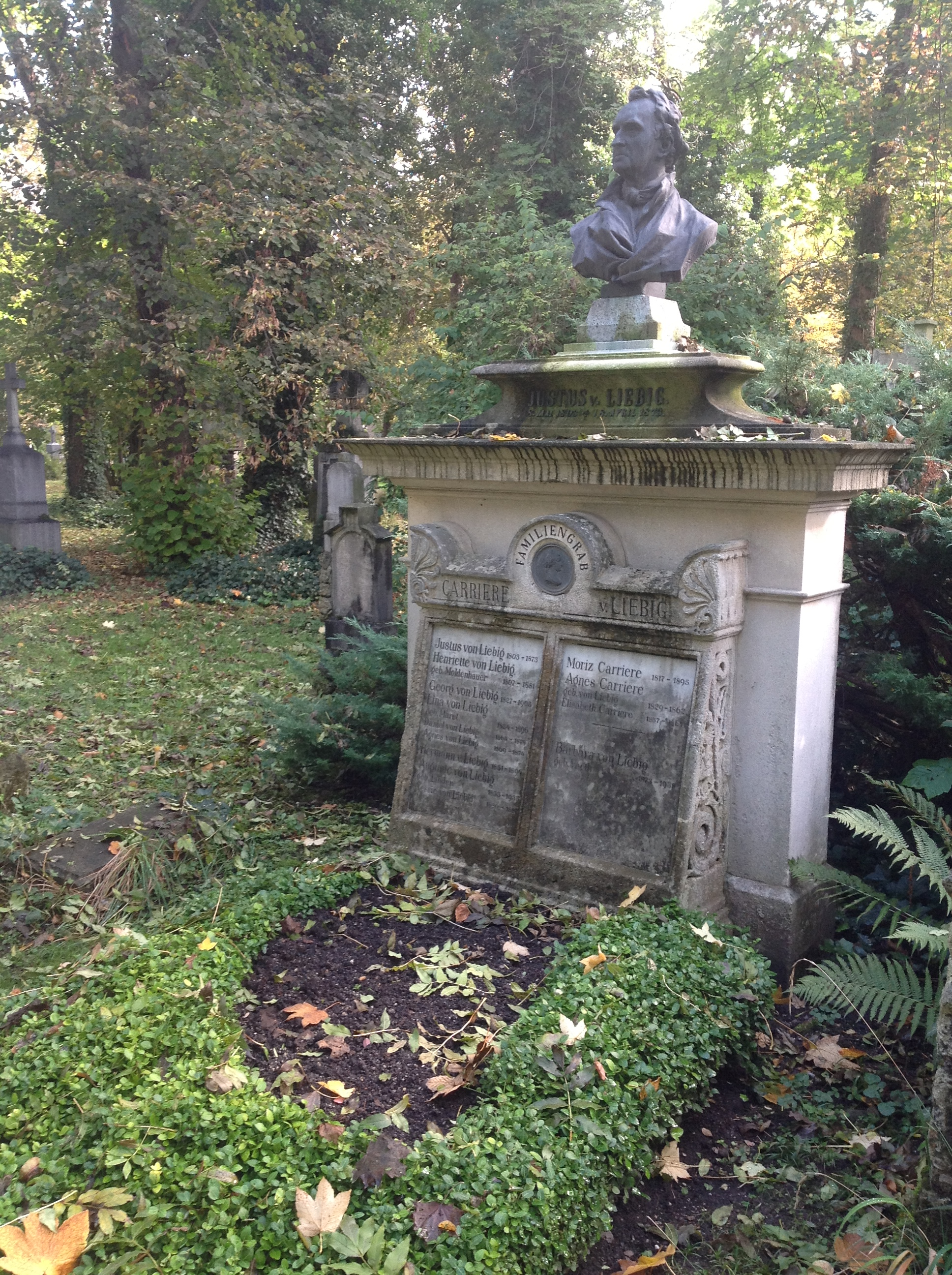
Tomba de Justus von Liebig a Múnic

L'any 1852, Justus von Liebig va acceptar del rei Maximilià II de Baviera un lloc a la Universitat Ludwig-Maximilian de Múnic. També es va convertir en assessor científic de rei Maximilià II que esperava transformar la Universitat de Múnic en un centre d'investigació i desenvolupament científic. En part, Liebig va acceptar el càrrec, ja que als 50 anys, li resultava cada vegada més difícil supervisar un gran nombre d'estudiants al laboratori. Els seus nous allotjaments a Múnic van reflectir aquest canvi d'enfocament. Incloïen una casa gran i confortable, un petit laboratori i una sala de conferències de nova construcció capaç d'albergar a 300 persones amb un laboratori de demostració a la part davantera. En la seva posició com un promotor de la ciència, Liebig va ser nomenat president de l'Acadèmia de Ciències i Humanitats de Baviera i es va convertir en president perpetu de la Acadèmia de Ciències de Baviera l'any 1858.
Liebig va gaudir d'una amistat personal amb Maximilià II, que va morir el 10 de març de 1864. Després de la mort de Maximilià, Liebig i altres científics protestants liberals a Baviera tingueren l'oposició cada vegada més gran per part dels catòlics ultramuntans.
Liebig va morir a Múnic el 1873 i està enterrat a Alter Südfriedhof a Múnic.

## Guardons i mèrits

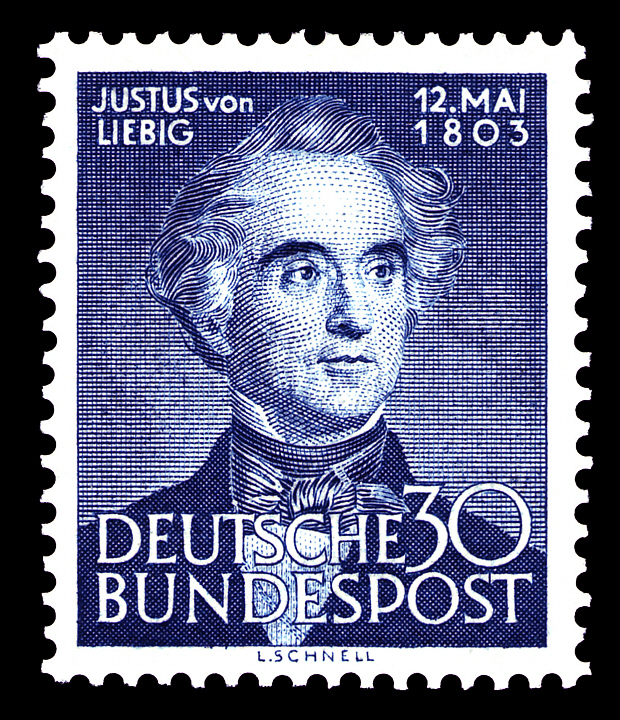
Segell alemany de 1953

Liebig va ser escollit membre de la Reial Acadèmia Sueca de Ciències el 1837.
Es va convertir en un membre de primera classe de l'Ordre Ludwig, fundada per Lluís I, i atorgat per Luis II el juliol de 1837.
L'any 1838 es va convertir en membre corresponent de l'Institut Reial dels Països Baixos, i quan es va convertir en la Reial Acadèmia Holandesa d'Arts i Ciències el 1851 es va incorporar com a membre estranger.
La Royal Society britànica li va concedir la Medalla Copley "pels seus descobriments en la química orgànica, i en particular pel seu desenvolupament de la composició i la teoria dels radicals orgànics" el 1840.
Lluís II de Baviera va concedir el títol de Freiherr von Liebig el 29 de desembre de 1845.
El 1850, va rebre la Legió d'Honor francesa, presentat pel químic Jean-Baptiste Dumas, ministre de comerç francès.
Va ser honrat amb l'Ordre al Mèrit de la Ciència de Prússia de Frederic Guillem IV de Prússia en 1851.
L'any 1869 va ser guardonat amb la Medalla Albert de la Royal Society of Arts, "per les seves nombroses investigacions i escrits, que han contribuït de manera important al desenvolupament de l'economia de l'alimentació i l'agricultura, amb l'avanç de la ciència química, i als beneficis derivats de la ciència per les Arts, les manufactures i el Comerç ".
L'any 1946, tot just acabada la Segona Guerra Mundial, la Universitat de Giessen va passar a dir-se oficialment "Justus Liebig-Universität Giessen" en honor seu.
El 1953, l'oficina de correus de la República Federal Alemanya va emetre un segell en el seu honor.
També l'any 1953 es va organitzar a Darmstadt en honor de Justus von Liebig en el 150 aniversari del seu naixement, la tercera Assemblea General del Centre Internacional de Ciència de Fertilitzants (CIEC). Un retrat de Liebig penja a la seu de Burlington House de la Royal Society of Chemistry.